# Radio Tczew
Radio Tczew – lokalna rozgłośnia radiowa z Tczewa, nadająca na częstotliwości 100,8 MHz. Emisję programu rozpoczęła 21 listopada 2016 roku (po trwającej trzy tygodnie emisji testowej). Właścicielem stacji jest spółka Telkab, lokalny operator telewizji kablowej.

## Historia
Poprzednikiem Radia Tczew było Radio Fabryka, emitujące program w sieci kablowej Telkab i Internecie. W tej formie rozgłośnia funkcjonowała od czerwca 2004 do marca 2014, kiedy oficjalnie zakończyła nadawanie (w praktyce jeszcze przez rok trwała emisja muzyki z dżinglami).
Radio Fabryka działało w oparciu o koncesję KRRiT (TK-0002/04), uprawniającą do emisji sygnału w sieciach kablowych. W sieci Telkab program dostępny był na częstotliwości 102 MHz, a także jako ścieżka dźwiękowa na lokalnym kanale telewizyjnym TeTka (podczas przerw w emisji TV). Trzonem ramówki Radia Fabryka były liczne programy autorskie.
Od 2011 roku właściciel rozgłośni czynił starania o pozyskanie częstotliwości w pasmie UKF. 25 listopada 2014 w Monitorze Polskim opublikowano Ogłoszenie Przewodniczącego KRRiT o możliwości uzyskania koncesji na rozpowszechnianie radiowego ze stacji zlokalizowanej w Tczewie (częstotliwość 100,8 MHz). W postępowaniu koncesyjnym obok Telkabu udział wzięły spółki Eurozet Radio (Radio Zet Gold) i International Communication (Radio WAWA). 26 stycznia 2016 roku Przewodniczący KRRiT udzielił spółce Telkab koncesji (634/2016-R) na rozpowszechnianie programu pod nazwą Radio Tczew.
Testowa emisja na częstotliwości 100,8 MHz uruchomiona została 4 listopada 2016 roku. Pełny program nadawany jest od 21 listopada tegoż roku.

## Program
Radio Tczew nadaje program o uniwersalnym profilu, z przewagą muzyki i informacji. Audycje posiadają w większości interaktywny charakter, nastawiony na kontakt ze słuchaczem. Dzienna ramówka podzielona jest na trzy pasma prezenterskie, nadawane w godzinach 6:00-19:00.
Co godzinę radio nadaje własne serwisy informacyjne (12-13 wydań dziennie) z przewagą wiadomości z regionu oraz prognozę pogody. Prezentuje też serwisy sportowe, informatory kulturalne oraz informacje dla kierowców. Pozycje te obejmują swoim zasięgiem również Trójmiasto.
Stałą częścią programu są rozmowy z gośćmi (niekiedy nadawane ze studia mobilnego). Ofertę uzupełniają krótkie audycje cykliczne: „Z historii list przebojów”, kalendarium, ciekawostki z historii Tczewa.
Radio Tczew nadaje szeroko rozumianą muzykę popularną: obok przebojów pop prezentowane są utwory artystów z kręgu muzyki alternatywnej.

## Zasięg
Radio Tczew nadaje program na częstotliwości 100,8 MHz z mocą 0,25 kW. Antena nadawcza znajduje się na budynku telewizji kablowej Telkab przy ul. Jagiellońskiej 55. Emisja posiada charakterystykę dookólną, towarzyszy jej sygnał RDS.
Zgodnie z koncesją stacja kieruje program do mieszkańców Tczewa i okolicznych gmin (Tczew, Lichnowy, Miłoradz, Pszczółki, Subkowy i Suchy Dąb). W praktyce radia słuchać można również w dalej położonych miejscowościach, m.in. Malborku, Nowym Stawie, Pruszczu Gdańskim, Skarszewach, Starogardzie Gdańskim, a także niektórych dzielnicach Gdańska.

## Zespół redakcyjny
Zespół redakcyjny Radia Tczew tworzą m.in. osoby związane wcześniej z Radiem Fabryka. Prezenterami i dziennikarzami są:
- Barbara Jackiewicz – redaktor naczelna[6][10]
- Aleksandra Kęprowska
- Izabela Deptulska
- Aleksandra Hotowy
- Damian Myszewski
- Jan Krupiński
- Dawid Komorowski